# 联合国南苏丹共和国特派团
联合国南苏丹共和国特派团（英語：United Nations Mission in South Sudan，缩写：UNMISS），简称南苏丹特派团，是联合国最新的维和特派团。南苏丹特派团是根据联合国安全理事会第1996号决议于2011年7月9日成立，同日，南苏丹从苏丹独立。 截至2019年5月，南苏丹特派团由15,000名军事人员，1,800名警察和2,800名民工组成。 特派团的总部位于南苏丹的首都朱巴。

## 参与国家
联合国安理会第2132号决议（2013年12月24日）授权南苏丹特派团军事人员12,500人和警察人员1,323人。
印度有2,237名士兵参与这个任务，而特派团的指挥官是来自印度的准将阿斯蒂·米斯特里（Asit Mistry）。

## 历史
2012年12月21日，南苏丹特派团一架民用直升机在琼莱州被击落。四名俄罗斯机组人员丧生。
2013年4月9日，五名印度南苏丹特派团士兵和七名联合国民工（两名联合国工作人员和五名承包人员）在护送一个皮博尔和波尔之间联合国车队的任务中在琼莱州被叛军伏击身亡。